# Horst Jungmann (Politiker)
Horst Jungmann (* 24. September 1940 in Gräfenort) ist ein deutscher Politiker (SPD).
Jungmann absolvierte mit der Fachoberschulreife die Verwaltungsausbildung für den gehobenen nichttechnischen Dienst, machte die Lehre als Postjungbote und legte die Prüfung für den einfachen Postdienst ab. Nach einem Beamtenverhältnis 1958 war er von 1959 bis 1970 als Soldat auf Zeit Hauptbootsmann bei der Bundesmarine und danach ab 1971 Regierungsinspektor der Bundeswehrverwaltung.
1966 wurde Jungmann Mitglied der SPD, bei der er von 1970 bis 1976 Vorsitzender des Ortsvereins Rathjensdorf-Wittmoldt war. Er saß von 1970 bis 1971 und von 1974 bis 1976 im Plöner Kreistag und war dort ab 1975 Fraktionsvorsitzender. Von 1976 bis 1994 gehörte er dem Deutschen Bundestag als Abgeordneter und als Fachmann für Verteidigungsfragen an. 1976, 1980 und 1987 gelang ihm dabei der Gewinn des Direktmandats im Wahlkreis Plön – Neumünster. Von 1996 bis 1999 war Jungmann Kurzzeitberater im Auftrag der Friedrich-Ebert-Stiftung in mehreren Ländern Afrikas.
2016 wurde Jungmann mit der Willy-Brandt-Medaille ausgezeichnet.